# 55561 Madenberg
55561 Madenberg este un asteroid din centura principală de asteroizi.

## Descriere
55561 Madenberg este un asteroid din centura principală de asteroizi. A fost descoperit pe 9 ianuarie 2002 la Desert Moon de Berton L. Stevens. Asteroidul prezintă o orbită caracterizată de o semiaxă mare de 2,28 ua, o excentricitate de 0,14 și o înclinație de 5,7° în raport cu ecliptica.